# Ферюссак, Андре Этьенн
Барон Андре Этьенн Ферюссак (André Étienne Justin Pascal Joseph François d'Audebert de Férussac; 1786—1836) — французский геолог и зоолог, был профессором географии и статистики при Парижской академии генерального штаба.

## Биография
Научные исследования Ферюссака касаются преимущественно как ископаемых, так и ныне живущих моллюсков. 
В честь учёного названо семейство лёгочных улиток Ferussaciidae.

## Публикации
- «Notice sur les terrains d’eau douce observés en divers lieux, et sur les fossiles terrestres et fluviatils» (n., 1812);
- «Tableau systématique des animaux mollusques, classés en familles naturelles etc.» (П. и Л., 1822);
- «Monographie des espèces vivantes et fossiles du genre Mélanopsis etc.» (П., 1824).

Ферюссак, кроме того, издал начатый его отцом, бароном Жан-Батистом Ферюссаком, крупный труд: «Histoire naturelle, générale et particulière des Mollusques terrestres et fluviatiles, tant des espèces que l’on trouve aujourd’hui, que des dépouilles fossiles de celles qui n’existent plus: classées d’après les caractères essentiels que présentent ces animaux et leurs coquilles» (3 тома с 300 таблицами. П., 1819—42). После смерти сына Ферюссака это сочинение издавал Ж. П. Деэ (фр. Gérard Paul Deshayes).